# Franca Bettoja
Franca Bettoja ou Franca Bettoia, née le 14 mai 1936 à Rome et morte dans la même ville le 13 septembre 2024, est une actrice italienne.

## Biographie

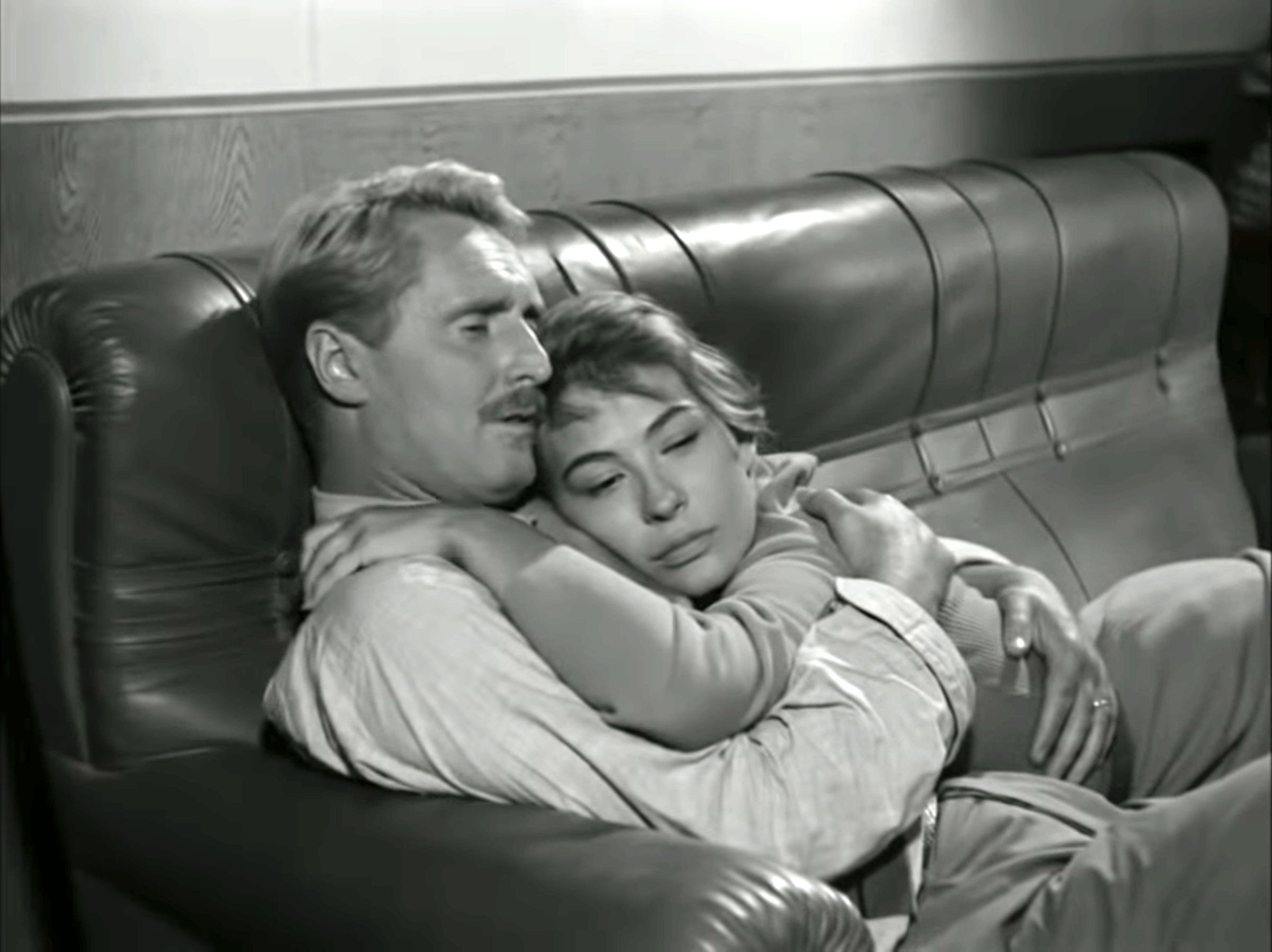
Pietro Germi et Franca Bettoja dans L'Homme de paille (1958).

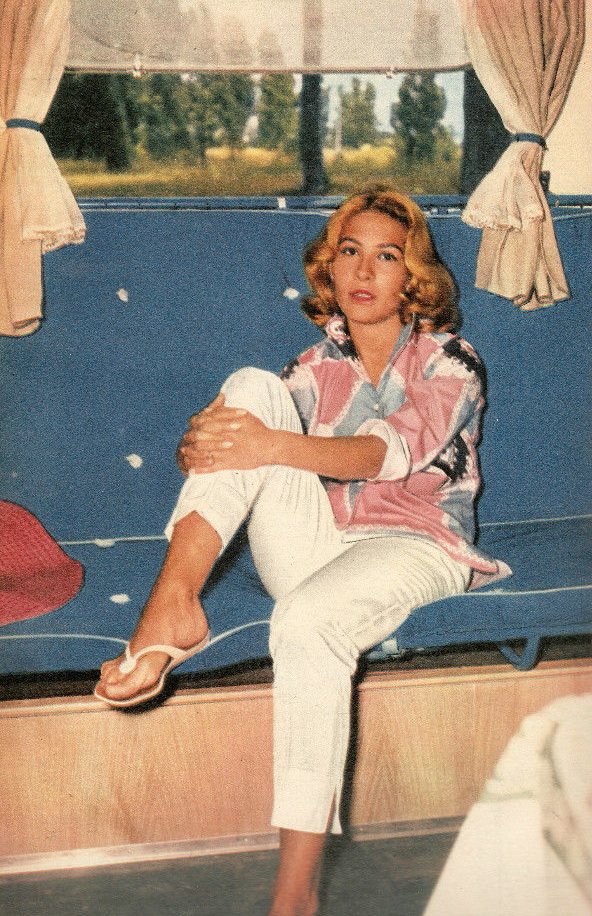
Franca Bettoja en 1958.

Née à Rome en 1936, Franca Bettoja fait sa première apparition au cinéma en 1955 dans le film Un palco all'Opera de Siro Marcellini. Elle joue l'année suivante dans le film d'aventures Le Fils du cheik (Gli amanti del deserto) avec pour partenaires Ricardo Montalban, Carmen Sevilla et Gino Cervi. Elle joue ensuite pour et avec Pietro Germi dans le drame L'Homme de paille (L'uomo di paglia).
En 1959, elle joue le rôle d'une nonne dans le film de propagande anticommunisme Le Dernier train de Shanghai (Apocalisse sul fiume giallo) de Renzo Merusi. En 1960, elle joue dans le premier film de Gérard Oury, La Main chaude. L'année suivante, elle tourne dans le péplum Les Horaces et les Curiaces (Orazi e Curiazi) de Ferdinando Baldi et Terence Young, une adaptation très librement inspiré du Combat des Horaces et des Curiaces rapporté par Tite-Live.
En 1964, elle partage avec Vincent Price l'affiche du film de science-fiction Je suis une légende (The Last Man on Earth) de Ubaldo Ragona et Sidney Salkow. Il s'agit de la première adaptation au cinéma du roman Je suis une légende de l'écrivain américain Richard Matheson. Elle joue le rôle d'une princesse dans les films d'aventures Le Léopard de la jungle noire (Sandokan contro il leopardo di Sarawak) et Le Trésor de Malaisie (Sandokan alla riscossa) de Luigi Capuano.
En 1967, elle est l'amoureuse d'Ugo Tognazzi dans la comédie Il fischio al naso, une adaptation de la nouvelle Sept étages de l'écrivain italien Dino Buzzati. Elle se marie avec Tognazzi en 1972. Elle a deux enfants avec lui, l'acteur Gianmarco Tognazzi (it) et la réalisatrice Maria Sole Tognazzi.
En 1974, elle tient un petit rôle dans le western humoristique Touche pas à la femme blanche ! (Non toccare la donna bianca) de Marco Ferreri, avec son mari et son jeune fils Gianmarco. Elle apparaît une dernière fois au cinéma en 1993 dans le drame Teste rasate de Claudio Fragasso. Elle y joue le rôle de la mère du personnage principal, le skinhead Marco joué par son fils Gianmarco.
De décembre 2022 à mars 2023, s'est déroulée à l'intérieur du Château Saint-Ange l'exposition « Franca Bettoja Tognazzi. La mode d'une actrice », qui retrace la carrière de l'artiste à travers ses vêtements et ses photographies historiques.
Franca Bettoja est décédée à Rome le 13 septembre 2024 à l'âge de 88 ans,.

### Famille
Franca Bettoja a été la femme de l'acteur et réalisateur italien Ugo Tognazzi de 1972 à sa mort, ayant avec lui deux enfants, l'acteur Gianmarco Tognazzi (it) et la réalisatrice Maria Sole Tognazzi.

## Filmographie

### Au cinéma
- 1955 : Un palco all'Opera de Siro Marcellini
- 1956 : Le Fils de cheik (Gli amanti del deserto) de Gianni Vernuccio, Fernando Cerchio, Goffredo Alessandrini et León Klimovsky
- 1957 : La trovatella di Pompei de Giacomo Gentilomo
- 1958 : L'Homme de paille (L'uomo di paglia) de Pietro Germi
- 1958 : Tant d'amour perdu de Léo Joannon
- 1959 : Le Dernier train de Shanghai (Apocalisse sul fiume giallo) de Renzo Merusi
- 1959 : Le notti dei teddy boys de Leopoldo Savona
- 1960 : Le Dialogue des carmélites de Philippe Agostini et Raymond Leopold Bruckberger
- 1960 : Cavalcata selvaggia de Piero Pierotti
- 1960 : La Main chaude de Gérard Oury
- 1961 : Jour après jour (Giorno per giorno disperatamente) d'Alfredo Giannetti
- 1961 : Les Horaces et les Curiaces (Orazi e Curiazi) de Ferdinando Baldi et Terence Young
- 1961 : Aux mains des SS (Ultimatum alla vita) de Renato Polselli
- 1962 : Les Vikings attaquent (I normanni) de Giuseppe Vari
- 1962 : Sesto senso de Stefano Ubezio
- 1962 : Le Jour le plus court (Il giorno più corto) de Sergio Corbucci
- 1964 : Je suis une légende (The Last Man on Earth) d'Ubaldo Ragona et Sidney Salkow
- 1964 : Le Lion de Saint Marc (Il Leone di San Marco) de Luigi Capuano
- 1964 : Le Léopard de la jungle noire (Sandokan contro il leopardo di Sarawak) de Luigi Capuano
- 1964 : Le Trésor de Malaisie (Sandokan alla riscossa)' de Luigi Capuano
- 1967 : Il fischio al naso d'Ugo Tognazzi
- 1968 : Nos héros réussiront-ils à retrouver leur ami mystérieusement disparu en Afrique ? (Riusciranno i nostri eroi a ritrovare l'amico misteriosamente scomparso in Africa?) d'Ettore Scola
- 1974 : Touche pas à la femme blanche ! (Non toccare la donna bianca) de Marco Ferreri
- 1993 : Teste rasate de Claudio Fragasso

## Prix et distinctions
- Nomination au Ruban d'argent de la meilleure actrice dans un second rôle en 1962 pour le film Jour après jour (Giorno per giorno disperatamente).